# Бранимир Главаш
Бра́нимир Гла́ваш (хорв. Branimir Glavaš, нар.23 вересня 1956, Осієк, Хорватія) — хорватський політик правого спрямування, колишній генерал-майор, за освітою правник. Був одним із засновників Хорватського демократичного союзу (ХДС) та одним із його чільних діячів до розколу у партії 2006 року. У 2009 році визнаний винним у воєнних злочинах, у січні 2015 — виправданий.

## Життєпис
Закінчив юридичний факультет Осієцького університету. Зажив слави у своєму рідному місті Осієк під час хорватської війни за незалежність, коли керував його обороною та став генерал-майором хорватської армії (9 вересня 2010 Президент Йосипович позбавив його військового звання).
2005 року звинувачений у воєнних злочинах Главаш вийшов із ХДС і заснував об’єднання громадян — Хорватську демократичну асамблею Славонії і Барані, а 2006 року заснував її наступницю — партію Хорватський демократичний альянс Славонії і Барані. Після тривалого і суперечливого судового розгляду, в ході якого його переобрали у парламент і двічі мали позбавити імунітету, 2009 року його було визнано винним у катуваннях і вбивствах сербських мирних жителів у місті Осієк протягом війни та засуджено Загребським окружним судом до 10 років позбавлення волі.  Главаш утік до сусідньої Боснії і Герцеговини, де його було заарештовано. У вересні 2010 року його вирок залишив у силі і боснійський суд, хоча скоротив його до 8 років позбавлення волі Ув'язнення Главаш відбував у південнобоснійському місті Мостар.
20 січня 2015 його звільнено з в'язниці на підставі того, що Конституційний суд Хорватії зняв із нього звинувачення у воєнних злочинах у зв'язку з порушенням норм процесуального права.